# HMS Gambia (48)
Le HMS Gambia (pennant number 48, puis C48) est un croiseur léger de la classe Crown Colony construit pour la Royal Navy.

## Historique

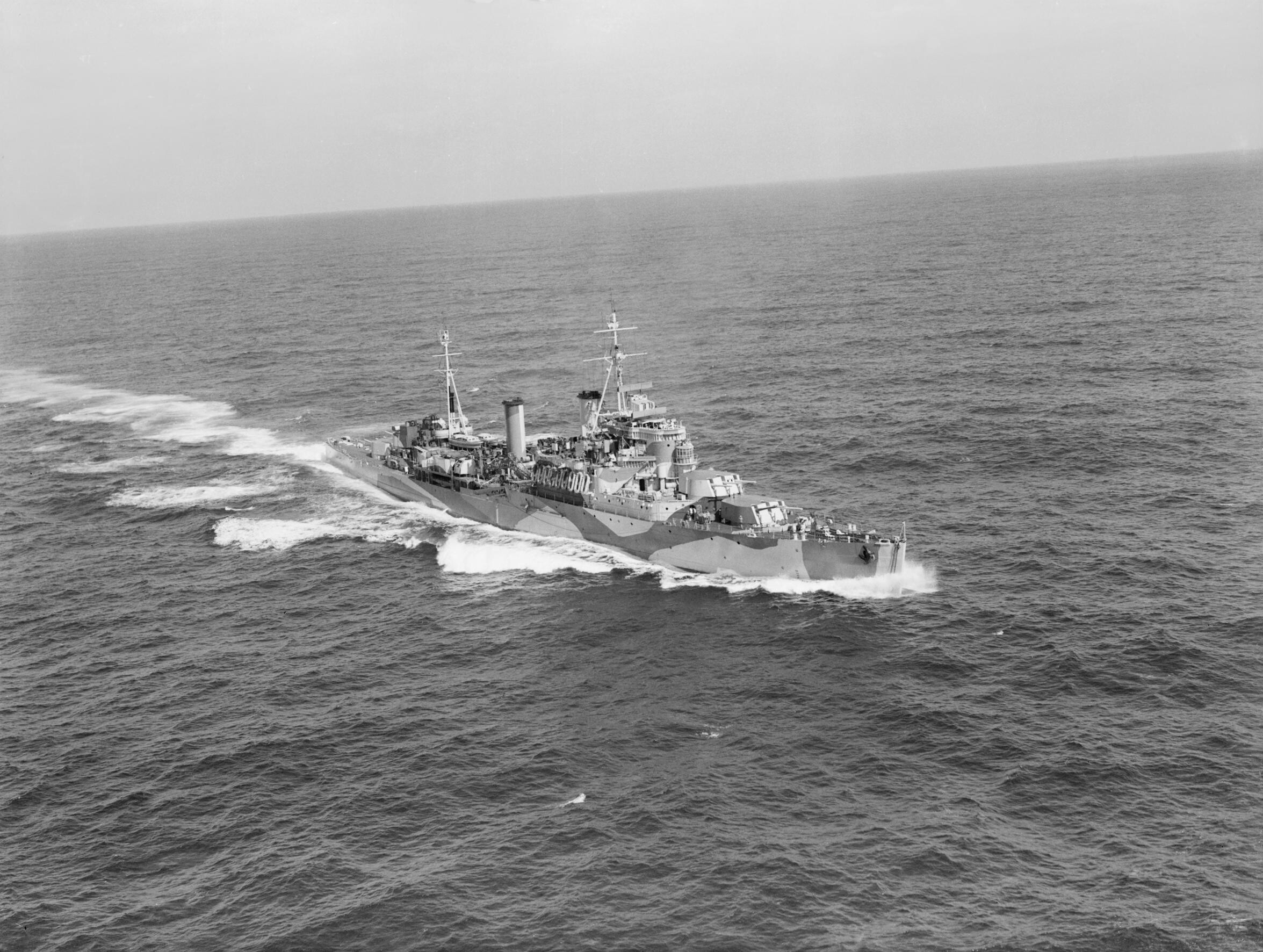
Le Gambia à pleine vitesse.

À son admission au service actif, le croiseur léger est affecté temporairement à la 18e division de croiseurs pour une remise en condition, sa division d'affectation étant la 4e division de croiseurs dans l'océan Indien. Il gagne l'océan Indien au mois de mai 1942 où il va assurer des escortes de convois et des patrouilles anti-raiders. Au mois d'août 1942, le Gambia gagne Mombasa pour participer à l'opération Stream, un débarquement destiné à compléter l'occupation de Madagascar après l'opération Ironclad qui avait eu pour cible Diego Suarez. C'est ainsi que le 13 septembre, le Gambia escorta les transports qui emmenèrent la 29e brigade d'infanterie en direction de Majunga, mission qu'il assura en compagnie du croiseur Birmingham et du croiseur néerlandais Van Heemskerck; la couverture lointaine étant assurée par le cuirassé Warspite et le porte-avions Illustrious. Le Gambia resta déployé au large de Madagascar jusqu'à la fin du mois d'octobre avant de passer jusqu'au 12 novembre au bassin à Bombay puis de reprendre les missions de convois et des patrouilles anti-raiders.
Le 28 mai, il quitte Le Cap pour rentrer en Grande-Bretagne afin de subir un grand carénage. Il arrive à Liverpool à la mi-juin, étant pris en charge par un chantier naval de Liverpool qui débarqua ses installations d'hydravion et modernisa sa suite radar.
Le 22 septembre 1943, le Gambia est transféré à la marine néo-zélandaise en remplacement des croiseurs Achilles et Leander. Il reste cependant déployé dans les eaux britanniques, d'abord en mer du Nord depuis le mouillage de Scapa Flow puis à Plymouth pour opérer dans l'Atlantique et dans la Manche et ce jusqu'à la fin 1943, passant les derniers mois de cette année en patrouilles notamment pour intercepter les forceurs de blocus.
Le 30 janvier 1944, le HMNZS Gambia quitte Plymouth pour l'océan Indien, passant par le détroit de Gibraltar puis par le canal de Suez, retrouvant la 4e division de croiseurs à Trincomalee le 19 février 1944. Comme avant son grand carénage, le Gambia participera essentiellement à des escortes de convois et des patrouilles anti-raiders.
Le 21 mars 1944, il prend la mer en compagnie des cuirassés Queen Elizabeth et Valiant, du croiseur de bataille Renown, des croiseurs London et Ceylon et de dix destroyers pour une mission de chasse offensive contre le trafic japonais (opération Diplomat), rentrant à Ceylan en compagnie du porte-avions Saratoga et de ses destroyers d'escorte, le croiseur de bataille converti étant détaché pour emploi auprès des britanniques, les navires britanniques et américains arrivant à Trincomalee le 2 avril 1944. Il va ensuite être engagé dans les grands raids aéronavals en Asie du Sud-Est, notamment en Malaisie comme l'opération Cockpit (16-21 avril) ou encore l'opération Transom (6-27 mai). Le 8 mai, son transfert plein et entier à la marine royale néo-zélandaise est approuvé même s'il reste sous le contrôle opérationnel de l'Eastern Fleet.

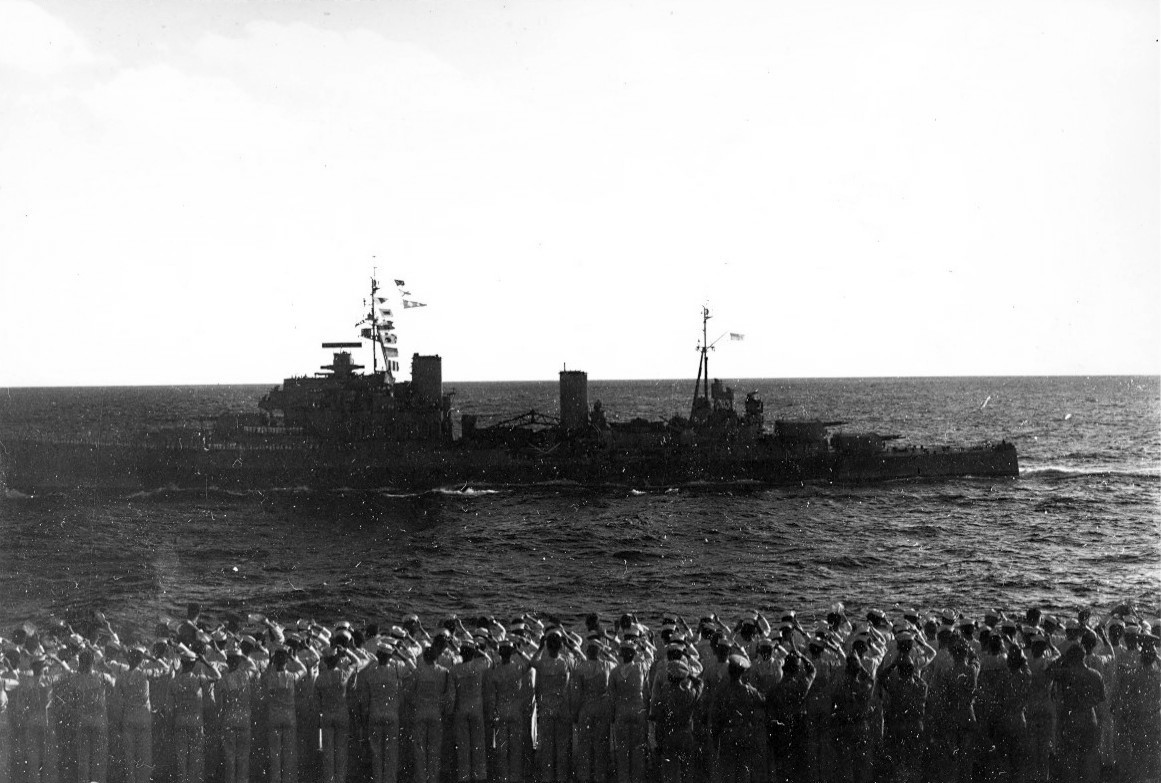
Le Gambia dans l'océan Indien le 18 mai 1944. Au premier plan, l'équipage du au garde-à-vous.

Le 10 mai, il est déployé dans le golfe du Bengale en compagnie des porte-avions Illustrious et Atheling pour un raid dans le golfe du Bengale, avant de bombarder Sabang le lendemain, avec pour objectif de détourner l'attention des japonais de l'opération américaine Forager (débarquement dans les Mariannes). Le Gambia participera ensuite à l'opération Crimson du 22 au 27 juillet, couvrant les porte-avions Illustrious et Victorious bombardant Sabang, le croiseur léger utilisant ses canons de 152 mm pour matraquer les cibles littorales en compagnie de son sister-ship le Kenya.
Après un petit carénage du 10 septembre au 6 octobre, le Gambia reprend ses missions opérationnelles, notamment des escortes de convois qui lui permettent de faire une série d'escale en Nouvelle-Zélande. Le 22 novembre 1944, il est transféré de l'Eastern Fleet à la British Pacific Fleet et subit ainsi un petit carénage à l'arsenal d'Auckland jusqu'à la fin du mois de janvier 1945, avant les essais d'usage puis sa remise en condition.

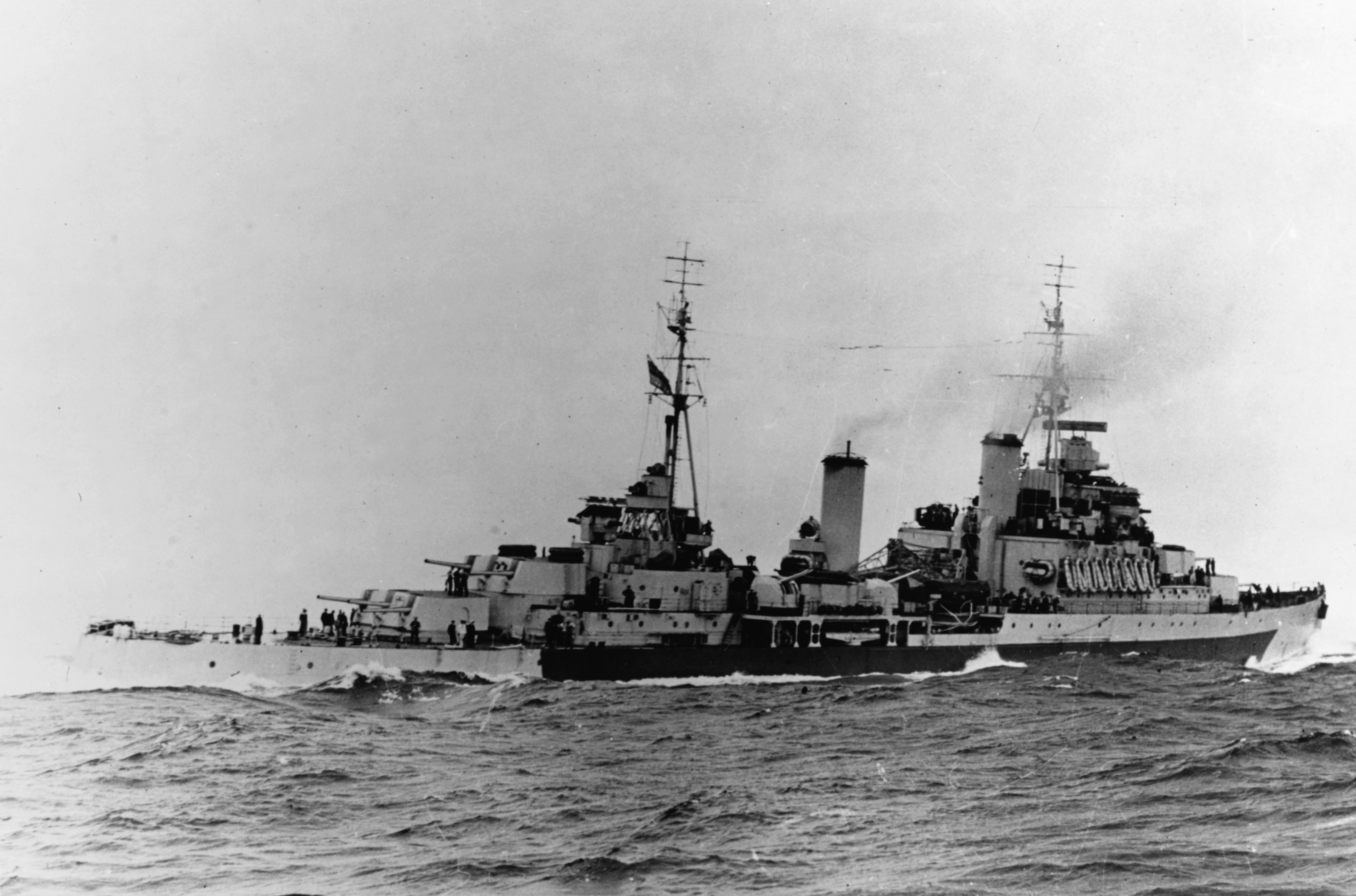
Le Gambia en 1945.

Le 14 février 1945, il quitte les eaux néo-zélandaises pour Sydney en compagnie du cuirassé Howe et des destroyers australiens HMAS Quality et Queenborough. Le 1er mars, il quitte Sydney pour une série d'exercices avant de retrouver le 17, la TF 113 à Manus. Le 23 mars, il intègre la TF 57, un groupe occasionnel intégré à la 5e flotte américaine. Placée sous le contrôle du contre-amiral Vian, elle dispose des porte-avions Indomitable, Victorious, Illustrious et Indefatigable, des cuirassés King George V et Howe ainsi que des croiseurs Swiftsure, Gambia, Black Prince, Argonaut, et Euryalus. Le Gambia va ainsi participer à l'opération Iceberg, le débarquement américain sur Okinawa qui a lieu le 1er avril, les croiseurs protégeant les porte-avions attaquant les aérodromes japonais.
Le 2 avril 1945, il est chargé de remorquer le destroyer HMS Ulster endommagé par un kamikaze à Leyte pour des réparations, tout en étant escorté par un destroyer et deux dragueurs de mines australiens. Arrivé à bon port, le croiseur quitte Leyte en compagnie de son sister-ship Uganda et de deux autres destroyers pour retrouver la Task Force 57 (en) qui mène des raids contre les aérodromes de Formose, toujours dans le but de neutraliser les kamikazes japonais. Il est de retour à Leyte le 23 avril 1945.
Il reprend le combat à partir du 4 mai, toujours en couverture des porte-avions soumis à de nombreuses attaques kamikaze ; une opération de bombardement des aérodromes de Miyako Shima en compagnie des cuirassés et des croiseurs Swiftsure, Uganda, Euryalus et Black Prince est même annulée en raison de la menace aérienne. Le 23 mai, il quitte la première ligne pour Manus puis enfin Sydney, où il arrive le 5 juin 1945 pour un repos et une remise en condition.
Il reprend la mer le 28 juin, faisant désormais partie de la TF 37 puisque la 5e flotte est redevenue la 3e flotte, arrivant à Manus le 4 juillet. Le 16 juillet, il reprend la mer en compagnie du cuirassé King George V et des croiseurs Newfoundland, Achilles, Euryalus, Uganda et Black Prince pour couvrir les raids menés contre le Japon par les porte-avions Formidable, Victorious et Implacable. Le 2 août, il est détaché avec les croiseurs Argonaut, Black Prince et Newfoundland pour servir de relais radio entre la British Pacific Fleet et la Task Force 38, mission que le Gambia assure jusqu'au 4 août 1945.
Le 9 août, il bombarde le complexe sidérurgique de Kamaishi (Honshū) en compagnie de son sister-ship Newfoundland et de deux destroyers. Soumis à de nombreuses attaques aériennes, le Gambia abat un appareil japonais. Le 12 août 1945, il est mis à la disposition de la TF 38 (Fast Carrier Task Force) en compagnie du cuirassé King George V, du porte-avions Indefatigable et du croiseur Newfoundland plus neuf destroyers, le tout formant le TG 38.5. Il va ainsi couvrir le porte-avions Indefatigable dans les ultimes raids aériens de la guerre.
Le 31 août 1945, il entre en baie de Tokyo en compagnie du Newfoundland et deux jours plus tard, il représente la Nouvelle-Zélande à la cérémonie de la reddition japonaise signée à bord du cuirassé Missouri.
À partir de janvier 1946, le Gambia est utilisé par la marine néo-zélandaise avec un effectif réduit avant de regagner en Grande-Bretagne au printemps 1948, rentrant à Plymouth le 27 mars 1946. Il est alors repris par la marine britannique, servant d'abord dans le Pacifique jusqu'en 1948 avant d'être mis en réserve à Devonport.

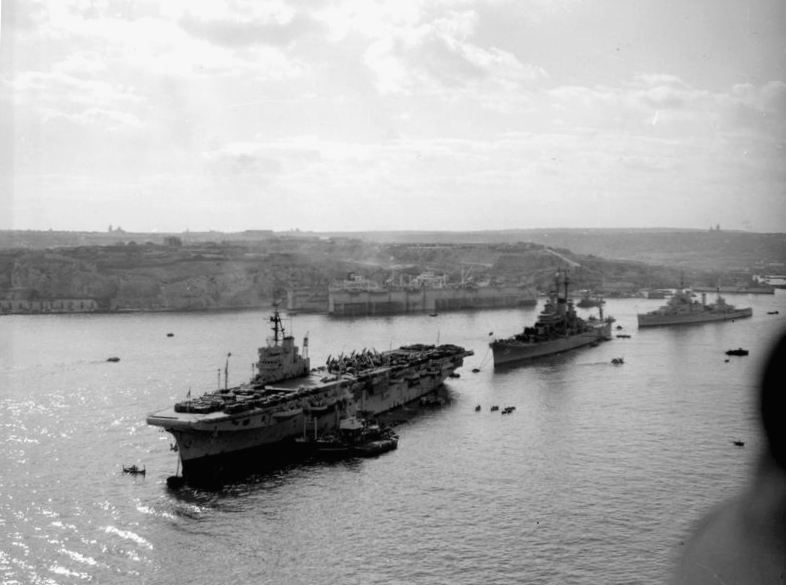
Le porte-avions léger (au premier plan), le croiseur lourd (au milieu) et le Gambia (arrière-plan) à Malte en 1951.

Remis en service en 1950, il est déployé en Méditerranée jusqu'en 1955 puis dans l'océan Indien de 1956 à 1958 avant d'alterner entre les eaux métropolitaines, la Méditerranée et l'océan Indien. Le Gambia est désarmé le 7 décembre 1960 à Portsmouth, rayé des registres en 1968 puis vendu à la démolition et démantelé à partir du 5 décembre 1968 à Inverkeithing (Écosse).